# 스미소니언 협정
1971년 12월에 발표된 스미스소니언 협정(Smithsonian agreements)은 새로운 달러 표준을 만들었는데, 이에 따라 여러 선진국의 통화가 미국 달러에 고정되었다. 이 통화들은 달러에 대해 2.25% 변동할 수 있도록 허용되었다. 스미스소니언 협정은 G10 (경제)(G-10) 국가들(벨기에, 캐나다, 프랑스, 독일, 이탈리아, 일본, 네덜란드, 스웨덴, 영국, 미국)이 금값을 38달러로 인상하면서 체결되었는데, 이는 미국 정부가 달러를 금으로 교환해 주기로 약속했던 이전 가격보다 8.5% 인상된 것이다. 사실상 금값의 변화는 달러를 7.9% 평가절하한 셈이다.

## 배경
1944년 브레턴우즈 회의는 금본위제를 기반으로 하는 국제적인 고정 환율제를 수립했는데, 이 체제에서 통화는 미국 달러에 고정되었고, 달러 자체는 온스당 35달러로 금으로 전환될 수 있었다.
무역수지 악화, 베트남 전쟁과 위대한 사회 정책으로 인한 국가채무 증가, 그리고 연방준비제도에 의한 통화 인플레이션으로 인해 1960년대에 달러는 점차 과대평가되었다. 미국 금 보유고의 고갈은 1968년 3월 런던 골드 풀의 붕괴로 절정에 달했다.
1971년 8월 15일, 미국 대통령 리처드 닉슨은 일방적으로 미국 달러의 금태환을 중단했다. 미국은 1944년에 이 태환성을 의도적으로 제공했으며, 이는 미국 재무부에 의해 실행되었다. 이 중단으로 달러는 사실상 불환 통화가 되었다.
닉슨 행정부는 이 사태 이후 환율을 재평가하기 위해 선진 동맹국들과 협상에 들어갔다.
1971년 12월 워싱턴 D.C.의 스미스소니언 협회에서 회의를 가진 G10 (경제)은 스미스소니언 협정에 서명했다. 미국은 달러를 온스당 38달러(이전 35달러 대신; 즉 USD 환율이 7.9% 하락)에 2.25%의 거래 폭을 두고 고정하기로 약속했으며, 다른 국가들은 달러 대비 자국 통화를 평가절상하는 데 동의했다: 엔 +16.9%; 독일 마르크 +13.6%, 프랑스 프랑 +8.6%, 영국 파운드는 동일, 이탈리아 리라 +7.5%. 또한 그룹은 특별인출권만 사용하여 세계 금융 시스템의 균형을 맞출 계획이었다.

## 전개
스미스소니언 협정은 닉슨 대통령에 의해 국제 통화 문제의 근본적인 재편으로 환영받았지만, 연방준비제도나 미국 정부의 규율을 장려하는 데 실패했다. 자유 시장에서 금 달러 가격은 공식 환율에 계속 압력을 가했고, 1973년 2월 14일 10% 평가절하가 발표된 직후, 일본과 OEEC 국가들은 자국 통화를 변동시키기로 결정했다. 10년 후, 모든 선진국이 그렇게 했다.

## 같이 보기
- 브레턴우즈 체제
- 환율
- 화폐사
- ISO 4217
- 일본 엔
- 터널 속의 뱀
- 미국 조폐국